# Kecskeméti SC
A Kecskeméti SC, illetve az utolsó éveiben Kecskeméti SC-RSC, egy megszűnt magyar labdarúgócsapat, mely 1972-ben alakult és 1998-ig működött.

## Története
A csapatot 1972-ben hozták létre, a Kecskeméti Dózsa átszervezésével. A Kecskeméti TE legnagyobb riválisának számított, a KSC inkább polgári, míg a KTE inkább munkás gyökerekkel rendelkezett. A kék-fehérek sikereinek idején támogatóik száma meghaladta a lila-fehérekét a városban. Mindkét csapat a másod-, és harmadosztály között ingadozott, így gyakran került sor helyi rangadókra. A KSC a Széktói Stadionban játszotta mérkőzéseit, és csak 1995-től kellett azt megosztania a Kurucz körútról átköltöző KTE-vel. Ekkoriban már nem volt stabil a klub működése, 1994-ben fuzionált a helyi honvédcsapattal (ezután került a "Repülő SC" is a nevébe), 1998-ra gyakorlatilag megszűnt az egyesület, melyet a KTE-vel összevonva létrehozták a Kecskeméti FC-t, mely a KSC színeit örökölte, ezért kék-fehérek a Széktói Stadion székei is.

## Sikerek
- NB III aranyérem: 1986/1987
- NB III ezüstérem: 1974/1975, 1985/1986, 1992/1993, 1993/1994
- NB III bronzérem: 1977/1978

- Idények a másodosztályban: 15 (legjobb hely: 4., 1981/1982)
- Idények a harmadosztályban: 9 (legjobb hely: 1., 1986/1987)

## Híres játékosok
- Bene Ferenc (1985)
- Czéh László (1986–1988)
- Csordás Csaba (1993–1995)
- Erdei Sándor
- Farkas Tibor (1975-1980)
- Hájer Sándor
- Kisznyér Sándor (1978–1981)
- Lutz József
- Puskás Béla
- Szepessy László (1981–1982)
- Tóth Csaba
- Boda Mihály (1981-1982)

## Híres edzők
- Rákosi Gyula (1980-1982)
- Szentmihályi Antal (1987–1988)
- Verebes József (1978–1979)
- Pataki Tamás ( 1984-1987), (1989-1991)
- Bende József (1993-1995)

## Külső hivatkozások
- A Kecskeméti SC a magyarfutball.hu-n
- Vincze Miklós: Kis magyar fociláz, 2008